# Cantó d'Aspres de Buèch
El cantó d'Aspres de Buèch és un cantó francès del departament dels Alts Alps, situat al districte de Gap. Té 8 municipis i el cap és Aspres de Buèch.

## Municipis
- Aspremont
- Aspres de Buèch
- La Bauma
- La Fauria
- La Bauma Auta
- Montbrand
- Sant Julian de Buechaine
- Sant Peire d'Argençon

## Història
| Data d'elecció                           | Identitat         | Partit                     | Qualitat |
| ---------------------------------------- | ----------------- | -------------------------- | -------- |
| 1964-1970                                | M. Richaud        | UDR                        |          |
| 1970-1976                                | Henri Didier      | Divers gauche, després MRG |          |
| 1976-1982                                | M. Villard        | UDF-CDS                    |          |
| 1982-1988                                | René Blanc        | UDF-CDS                    |          |
| 1988-2001                                | Jean-Claude Fagès | PS                         |          |
| 2001-                                    | Jean-Luc Lombard  | Divers droite              |          |
| les dades anteriors no són pas conegudes |                   |                            |          |
|                                          |                   |                            |          |

| 1962  | 1968  | 1975  | 1982  | 1990  | 1999  | 2007  |
| ----- | ----- | ----- | ----- | ----- | ----- | ----- |
| 1.529 | 1.740 | 1.568 | 1.634 | 1.648 | 1.703 | 1.877 |